# Iniciação química
Em química, iniciação é uma reação química que tenha um ou mais reações secundárias. Propriamente a iniciação das reações é geral uma reação intermediária de uma molécula onde é envolvida em uma transformação química secundária. Na polimerização, a iniciação é abaixo por uma reação em cadeia e por um radical.